# Eusiroides diplonyx
Eusiroides diplonyx är en kräftdjursart som beskrevs av Walker 1909. Eusiroides diplonyx ingår i släktet Eusiroides och familjen Eusiridae. Inga underarter finns listade i Catalogue of Life.